# 338371 Gerritsen
338371 Gerritsen este o planetă minoră (asteroid) din centura de asteroizi. A fost descoperită pe 10 decembrie 2002 la Observatorul Palomar de Near Earth Asteroid Tracking. 
Obiectul prezintă o orbită caracterizată de o semiaxă mare de 3,0096109920785 UAi, o excentricitate de 0,17483040686917, o înclinație de 4,6474148413578 ° în raport cu ecliptica.